# Dél-afrikai Párt
A Dél-afrikai Párt (afrikaansul: Suid-Afrikaanse Party, hollandul: Zuidafrikaanse Partij) egy dél-afrikai politikai párt volt. 1911-ben hozták létre, majd 1934-ben olvadt bele az Egyesült Pártba.
A Dél-afrikai Párt 1910-ben jött létre afrikáner pártokból: a Het Volkból (Transvaal), az Afrikaner Bondból (Fokföld) és az Orangia Unie-ből (Oranje).
A Dél-afrikai Párt Fokföldi Tagozatát William Schreiner egykori főügyész alapította Cecil Rhodes kormányzása alatt. A párt az Afrikaner Bondnál mérsékeltebb platformot kívánt kialakítani. Ez a párt a szomszédos államokkal, különösen a Transvaallal is békésebb kapcsolatokat szorgalmazott. Schreiner eredetileg azért alapította a pártot, hogy szembeszálljon "Rhodes személyes dominanciájával" a dél-afrikai politikát tekintve.
Kezdetben fő politikai ellenzéke az Unionista Párt volt, amely hasonló politikát támogatott, de az angol nyelv használatát preferálta, és nyíltan britbarát álláspontot képviselt.

## Választási eredményei
| Év   | Pártvezető  | Szavazatszám | %      | Mandátumok száma | +/–     | Pozíció | A párt státusza        |
| ---- | ----------- | ------------ | ------ | ---------------- | ------- | ------- | ---------------------- |
| 1910 | Louis Botha | 30,052       | 28,45% | 67 / 121         | 67      | 1.      | Kormánypárt            |
| 1915 | Louis Botha | 94,285       | 36,67% | 54 / 130         | 15      | 1.      | Kormánypárt            |
| 1920 | Jan Smuts   | 101,227      | 36,48% | 41 / 134         | 13      | 2.      | Kisebbségi kormánypárt |
| 1921 | Jan Smuts   | 137,389      | 49,90% | 77 / 134         | 11      | 1.      | Kormánypárt            |
| 1924 | Jan Smuts   | 148,769      | 47,04% | 53 / 135         | 24      | 2.      | Ellenzék               |
| 1929 | Jan Smuts   | 159,896      | 46,50% | 61 / 148         | 8       | 2.      | Ellenzék               |
| 1933 | Jan Smuts   | 71,486       | 22,34% | 61 / 150         | Állandó | 2.      | Ellenzék               |

## Fordítás
- Ez a szócikk részben vagy egészben  a   South African Party című angol Wikipédia-szócikk ezen változatának fordításán alapul.  Az eredeti cikk szerkesztőit annak laptörténete sorolja fel. Ez a jelzés csupán a megfogalmazás eredetét és a szerzői jogokat jelzi, nem szolgál a cikkben szereplő információk forrásmegjelöléseként.